# Shirome
Shirome (jap. 白女 Shirome; zm. w X wieku) – japońska poetka, prawdopodobnie mieszkająca w Eguchi w prowincji Settsu.
Uważana za córkę Ōe no Tamabuchi, zarządcy prowincji Hyūga i krewną Ariwary no Narihiry. Określana jest w źródłach mianem ukareme lub asobi, które w okresie Heian mogły oznaczać zarówno prostytutkę, jak i kobietę zajmującą się tańcem i śpiewem. Yamato monogatari, zbiór krótkich opowieści i poematów waka z X wieku, opisuje występ Shirome przed cesarzem Uda.
Przypisuje się jej autorstwo jednego z utworów zamieszczonych w Kokin wakashū.